# 黑林子镇
黑林子镇，是中华人民共和国吉林省长春市公主岭市下辖的一个乡镇级行政单位。

## 行政区划
黑林子镇下辖以下地区：
黑林子社区、黑林子村、林东村、小黑林子村、李学坊村、太平河村、伊家屯村、卡伦村、立新村、西洼子村、上台子村、七家子村、八岔沟村、杜家店村、迎丰村、河沿子村、郭家店村、林西村、头道岗村、柳杨村、中兴村、徐家村、柳条村、高窝堡村、瓦房村、河沿村、高台村、仁和村和唐桥村。